# Pagyda trivirgalis
Pagyda trivirgalis là một loài bướm đêm trong họ Crambidae.